# Lígia Junqueira
Lygia Junqueira (Conquista, Minas Gerais, 24 de julho de 1906), São Paulo, 02 de outubro de 1983  foi uma escritora e tradutora brasileira, responsável por mais de 50 traduções para a língua portuguesa, entre elas várias obras de Sir Arthur Conan Doyle e várias traduções para a Coleção "Escritores Norte-Americanos", da Livraria Martins Editora. Depois do primeiro casamento, com Stanley George Smith, passou a chamar-se Lygia Junqueira Smith e, depois do segundo casamento, realizado em 2 de abril de 1948, Lygia Junqueira Caiuby. Tinha um filho do primeiro casamento, Ronald Edward Junqueira Smith; seu segundo marido, Renato Novaes Caiuby, tinha dois filhos: Sérgio Caiuby e Sônia Caiuby Labate. Faleceu em São Paulo, onde residia.
Suas traduções de O Retrato de Dorian Gray (Oscar Wilde), de O Fio da Navalha, (William Somerset Maugham), e de Suave é a Noite (F. Scott Fitzgerald) tiveram várias edições desde os anos 40 e 50.

## Lista de obras
- Revoada Incerta, Martins, 1947 (1ª edição).
- Fronteira de Vidro,[7] Livraria Martins Editora, 1953.
- Cinza e Vinho, Martins, 1955.
- Mea Culpa, Livraria Martins Editora, 1963.
- O Painel do Gardênia, IBRASA, 1979.

## Traduções
Arthur Conan Doyle
- A Volta de Sherlock Holmes (The return of Sherlock Holmes), Arthur Conan Doyle, Série Sherlock Holmes, volume 10, Melhoramentos, 1966.
- O Cão dos Baskervilles (The Hound of The Baskervilles), Arthur Conan Doyle, com várias edições, entre elas a da Editora Ediouro (?), e da Melhoramentos (1966).
- Os Seis Napoleões e outras aventuras de Sherlock Holmes (The Return of Sherlock Holmes), Arthur Conan Doyle, Ediouro, s. d.
- A Casa Vazia e Outras Aventuras (The Return of Sherlock Holmes), Sir Arthur Conan Doyle, Ediouro (Contos: A Casa Vazia, O Construtor de Norwood, Os Dançarinos, O Ciclista Solitário, A Escola do Priorado, Pedro Negro).
- O Vale do terror, Arthur Conan Doyle, Círculo do Livro.

Coleção Escritores Norte-Americanos
- Robert Frost (Robert Frost), Lawrence Roger Thompson, Escritores Norte-Americanos, nº 14, Livraria Martins Editora, edições em 1960 e 1964.
- Edwin Arlington Robinson (Edwin Arlington Robinson), Louis Coxe, Escritores Norte-Americanos, nº 15, Livraria Martins Editora, 1964.
- John dos Passos (John dos Passos), Robert Gorham Davis, Escritores Norte-Americanos, nº 23, Livraria Martins Editora, 1962.
- Ezra Pound (Ezra Pound), William Van O’Connor, Escritores Norte-Americanos, nº 27, Livraria Martins Editora, 1960.
- Humoristas americanos (American humorists), Willard Long Thorp, Escritores Norte-Americanos, nº 40, Livraria Martins Editora, 1966.
- Allen Tate (Allen Tate), George Hemphill, Escritores Norte-Americanos, n° 41, Livraria Martins Editora, 1966.
- Ralph Waldo Emerson (Ralph Waldo Emerson), Josephine Miles, Escritores Norte-Americanos, nº 42, Livraria Martins Editora, 1966.
- Sherwood Anderson (Sherwood Anderson), Brom Weber, Escritores Norte-Americanos, nº 43, Livraria Martins Editora, edições em 1964 e 1966.

Coleção Biblioteca das Moças
- O pecado de Lady Isabel (East Lynne), Ellen Wood, Biblioteca das Moças, volume 53, Companhia Editora Nacional, 1938 (seguido de diversas edições a última em 1956).
- Amor de Outono (The Big Fellah), Ruby M. Ayres, Biblioteca das Moças, volume 68, Companhia Editora Nacional, 1940 e 1946.
- Mamãe Sabe o que Faz ("Mother Knows Best"), Edna Ferber, Biblioteca das Moças, volume 72, da Companhia Editora Nacional, 1939.
- Sacrificada (Lady Elwyns secret), Charlotte Mary Brame, Biblioteca das Moças, volume 83, Companhia Editora Nacional, 1940 (3 edições, a última de 1955).
- Mulher Sem Alma, Sophie Kerr, Biblioteca das Moças, volume 90, Companhia Editora Nacional, 1955.
- Dúvidas de um coração (Lorrie), Jane Abbott, Biblioteca das Moças, volume 106, Companhia Editora Nacional, 1942 (duas edições, a últilma de 1955).
- Sempre no Meu Coração (“I'll Wait for You”), Margaret Gorman Nichols, Biblioteca das Moças, volume 120, Companhia Editora Nacional, 1945.
- A mulher desejada (None so blind), Mitchell A. Wilson, Biblioteca das Moças, volume 134, Companhia Editora Nacional, 1948, (cinco edições, a última em 1954).
- Tecendo Sonhos (A waever of Dreams), Myrtle Reed, Biblioteca das Moças, volume 139, Companhia Editora Nacional, 1950 e 1959.

Outros
(em ordem cronológica da primeira publicação do livro no Brasil)
- Rebecca: A mulher inesquecível (Rebecca: a brilliant novel of an unforgettable woman), Daphne Du Maurier, Companhia Editora Nacional (1940); Abril Cultural (Coleção Grandes Sucessos, 1981). Tradução de Lígia e de Monteiro Lobato.
- Meu filho, meu filho (My Son, My Son!), Howard Spring, tradução de Lígia e Monteiro Lobato, Biblioteca do Espírito Moderno, Companhia Editora Nacional, 1940.
- Sublime Obsessão (Magnificent obsession), Lloyd C. Douglas, Livraria José Olympio Editora, 1941.[8]
- Ah King (Ah King), William Somerset Maugham, Coleção Nobel, volume 59, Livraria do Globo, 1944.
- Dança sem ritmo (No measure danced), Harry Lee, Civilização Brasileira, 1943, Biblioteca da Mulher Moderna: 21.
- Verão Ardente (Deep summer), Gwen Bristow, Livraria José Olympio Editora, 1944.[8]
- Fruta estranha (Strange fruit), Lillian Smith, Editora Globo, 1945.[8]
- O Fio da Navalha (The razor's edge), William Somerset Maugham, com várias edições, entre elas: Livraria do Globo (Coleção Nobel nº 62, 1945); Globo (Coleção Sagitário, 1973); Abril Cultural (Clássicos Modernos nº 2, 1974 e 1983); Rio Gráfica Editora (Campeões de Venda nº 3, 1986); Nova Cultural (Best Books,1986); Folha de S.Paulo (Biblioteca Folha nº 28, 2003).
- Nunca é Tarde (And now tomorrow), Rachel Field (1894-1942), Civilização Brasileira, 1945.
- Lágrimas da meia-noite (In bed we cry), Ilka Chase, Companhia Editora Nacional, 1946.[9]
- A Inocência do Padre Brown (The innocence of Father Brown), G. K. Chesterton, Coleção Tucano, nº 22, Livraria do Globo, 1946.
- A Rua (The Street), Ann Lane Petry, Companhia Editora Nacional, 1947.
- Santuário (Sanctuary), William Faulkner, com edições do Instituto Progresso Editorial (Coleção Oceano nº 12, 1948); Abril Cultural (1980).
- Suave é a noite (Tender is the night), F. Scott Fitzgerald, Editora Record (1951); Civilização Brasileira (Biblioteca do Leitor Moderno, volume 20, 1964); Nova Cultural (Os Imortaisd a Literatura Universal, 1972); Círculo do Livro (1976); Editora Record (Mestres da Literatura Contemporânea, 1996); BestBolso (2008).
- Moulin Rouge (Moulin Rouge), Pierre La Mure, Mérito, 1954.
- O Barco da Morte, Agatha Christie, Lisboa: Livros do Brasil, Coleção Vampiro, nº 4, s.d., 1962.
- Bela e querida Inglaterra (England made me), Graham Greene, Civilização Brasileira, 1963.
- O Retrato de Dorian Gray (The picture of Dorian Gray), Oscar Wilde, com várias edições, entre elas: Biblioteca Universal Popular (1965); Civilização Brasileira, em 1969; 1998 (Coleção Sempre Viva, volume 1); 2000; 2001; 2002; 2004; 2005. * Arthur Miller, Robert Hogan, Livraria Martins Editora, 1965.
- Theodore Roethke (Theodore Roethke'), Ralph J Mills; Robert A. Ambrose Bierce Wiggins; George Allen Tate Hemphill, Livraria Martins Editora, 1966.
- Nathaniel Hawthorne (Nathaniel Hawthorne), Mark Van Doren, Livraria Martins Editora, 1967.
- O Don Silencioso (TMXMM AOH), Mikhail Alexandrovitch Sholokhov, parte poética traduzida por Aguinaldo Junqueira Filho. Editora Dois Amigos, 1965.
- Testemunho de Dois Homens (Testimony of Two Men), Taylor Caldwell, Editora Record, 1968. Inclui poesias traduzidas por Aguinaldo Junqueira Filho.
- O Peão da rainha (Queen's pawn), Victor Canning, Editora Record, 1969.
- O Homem de Cera (The melting man), Victor Canning, Livraria Martins Editora, 1970, 1974.
- As chaves da felicidade (Les clés du bonheur), François Barthe, Civilização Brasileira, 1970.
- Bola de sebo e outros contos e novelas (boule de suif), Guy de Maupassant, Civilização Brasileira, 1970.
- A Bota Nazista (The Occupyng Power), Evelyn Anthony, Editora Record, 1973.
- O Assassino (The Assassin), Evelyn Anthony, Livraria Martins Editora, 1974.
- O Sacrifício da Inocência (Ceremony of the innocent), Taylor Caldwell, Editora Record (1976); Círculo do Livro )1980).
- Só a terra permanece (Earth abide), George R. Stewart, Edições G.R.D., 1983.
- Arsenal de Família (The family arsenal), Paul Theroux, Campeões de Venda, Rio Gráfica Editora, 1986.